# The People of the State of New York v. Donald J. Trump
The People of the State of New York v. Donald J. Trump ist ein Strafverfahren gegen Donald Trump wegen des Vorwurfs der Verfälschungen von Geschäftsunterlagen im Zusammenhang mit Schweigegeldzahlungen an die ehemalige Pornodarstellerin Stormy Daniels im Vorfeld der Präsidentschaftswahl in den USA 2016 vor dem New York Supreme Court. Die Hauptverhandlung begann am 15. April 2024, nachdem am 30. März 2023 von einer Grand Jury in New York City Anklage erhoben war. Donald Trump ist der erste US-Präsident, der in einem Strafprozess angeklagt wurde. Die Anklage warf ihm vor, Geschäftsunterlagen im Zusammenhang mit Geldzahlungen gefälscht zu haben. Am 30. Mai 2024 wurde der Angeklagte durch die Jury in allen 34 Anklagepunkten für schuldig befunden.

## Hintergrund
Im Juli 2006 traf Donald Trump die US-amerikanische Pornodarstellerin Stormy Daniels bei einem Golfturnier; diese behauptete später, sie habe eine Affäre mit Trump gehabt, in der Zeit, in der Melania Trump ihren Sohn Barron geboren hatte. Obgleich Trump jegliche Beziehung zu Daniels bestritt, soll sein Anwalt Michael Cohen kurz vor der Präsidentschaftswahl im November 2016 mit ihr ein Schweigegeld in Höhe von 130.000 US-Dollar vereinbart haben, um Veröffentlichungen darüber zu verhindern.
Das Weiße Haus ließ im Januar 2018 dazu mitteilen, dies seien Geschichten, die bereits vor der Wahl entschieden dementiert worden seien.
Rechtsanwalt Cohen sagte im Februar 2018, er habe 130.000 Dollar aus eigenen Mitteln an Stormy Daniels gezahlt.
Später wurde bekannt, dass Trump im selben Zeitraum (2006–2007) eine zehnmonatige Affäre mit dem Playboymodell Karen McDougal unterhielt – auch hier sollen im Vorfeld der Wahlen im Jahr 2016 Zahlungen stattgefunden haben, die von Michael Cohen abgewickelt worden seien, um die Geschehen aus den Medien zu halten. Desgleichen soll im November 2015 eine Zahlung an einen ehemaligen Türsteher des Trump Towers erfolgt sein, der gedroht habe, über ein uneheliches Kind von Trump zu berichten.
Neben der Anklage in New York liefen zu diesem Zeitpunkt weitere Ermittlungen gegen Trump, darunter ein Verfahren in Georgia betreffend vermeintlicher Bemühungen, die Ergebnisse der Präsidentschaftswahlen 2020 zu beeinflussen, sowie ein Verfahren wegen seines Umgangs mit vertraulichen Regierungsdokumenten nach seiner Präsidentschaft.
Letzterer führte zu einer Anklage auf Bundesebene im Juni 2023. Im August kam es zu weiteren Anklageerhebungen auf Bundesebene auf Grund der Geschehnisse vom 6. Januar 2021 in Washington D.C. sowie auf staatlicher Ebene in Georgia.
Donald Trump war nicht der erste Präsident, der wegen eines Vergehens vor Gericht geladen wurde. 1872 war Ulysses S. Grant wegen Raserei mit einer Kutsche verhaftet und für den nächsten Tag vor Gericht geladen worden. Grant erschien nicht, weshalb seine Kaution von 20 $ verfiel.

## Anklage und Vorverfahren

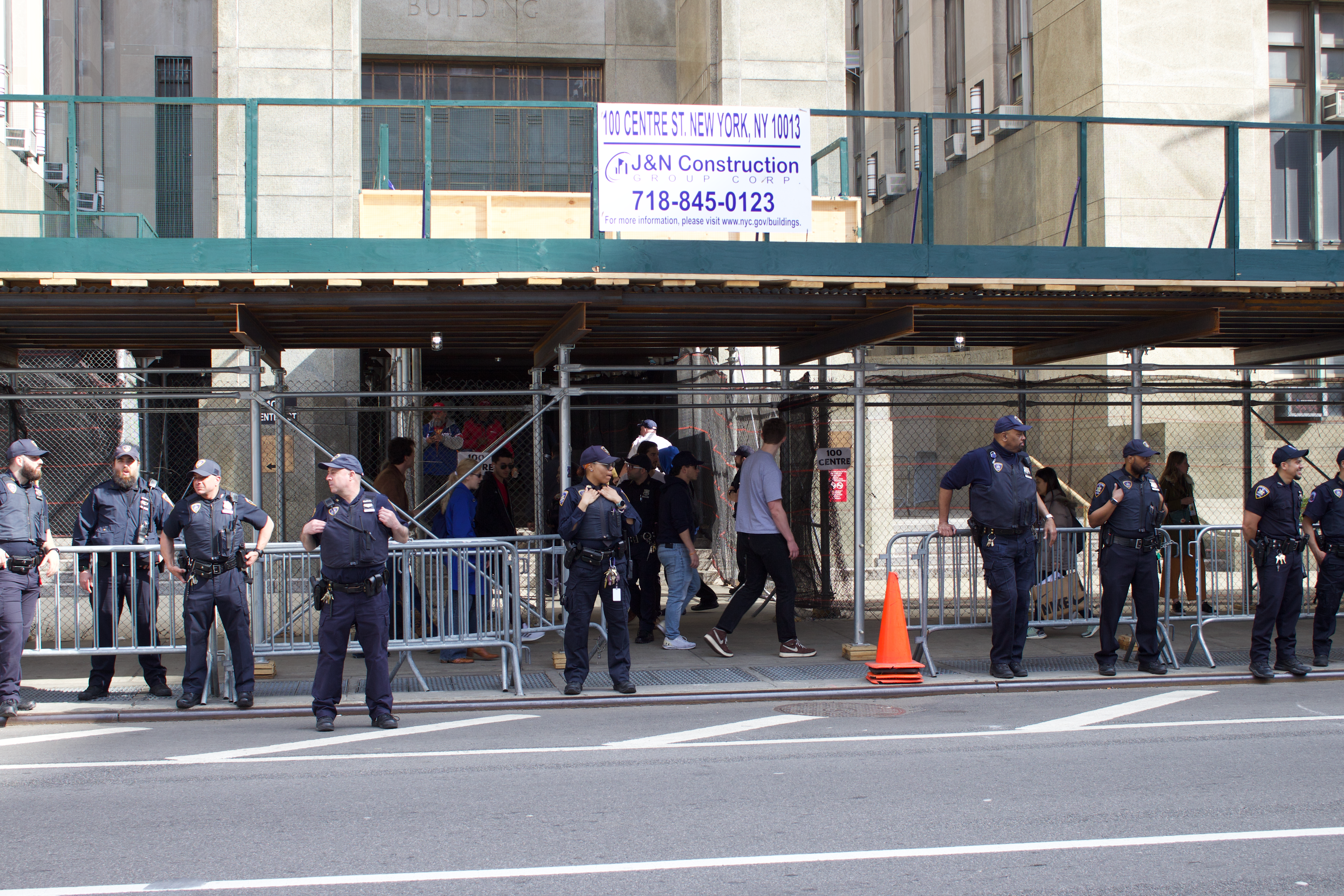
Eingang zum Gerichtsgebäude am Tag der Offenlegung der Anklage (3. April 2023) mit Sicherheitsmaßnahmen.

Nachdem die Anklage am 30. März 2023 beim New York Supreme Court eingereicht und bekannt wurde, wurden die einzelnen Anklagepunkte zunächst nicht offengelegt, und die Anklage selbst war nicht öffentlich zugänglich. Trotz der Anklage erklärte Trump, dass er bei der bevorstehenden Präsidentschaftswahl 2024 weiterhin als Kandidat antreten werde.
Donald Trump begab sich am 4. April unter großen Sicherheitsvorkehrungen zum Gerichtsgebäude in New York City.
Dort wurde er nach der erkennungsdienstlichen Behandlung dem Richter vorgeführt und die Anklageschrift wurde offen gelegt.
Demnach wurde Donald Trump auf Grund von 34 Fällen von falschen Eintragungen in den Geschäftsunterlagen angeklagt. Die Dokumentation erklärte dabei, dass es sich bei diesen um die Rückerstattung der Zahlungen an Michael Cohen handelt. Die Anklage wirft Donald Trump dabei vor, er habe mit diesen gefälschten Einträgen versucht, Straftaten zu verdecken, weswegen diese von einem Misdemeanor (Übertretung) auf ein Felony (Straftat) hochgestuft wurden. Um diese Hochstufung zu ermöglichen, nannte die Dokumentation drei mögliche Straftaten; im ersten Fall wird unter dem Recht des Staates New York Donald Trump zusammen mit seinem Vertrauten David Pecker, Chef des Medienunternehmens AMI, vorgeworfen, im August 2015 ein sogenanntes „Catch-and-Kill“-Schema aufgesetzt zu haben. Mit diesem sollten unliebsame Geschichten im Wahlkampf 2016 von American Media Inc. aufgekauft werden, um dann eine Veröffentlichung zu verhindern. Dieses Vorgehen sei in drei Fällen zur Anwendung gekommen (Zahlungen an Woman 1, vermutlich Karen McDougal, sowie an Woman 2, vermutlich Stormy Daniels, und an den Türsteher). Die zweite mögliche Straftat sei eine unzulässig hohe Wahlkampfspende nach bundesstaatlichem Recht. Als dritte mögliche Straftat werden Steuervergehen nach dem Recht des Bundesstaates New York vorgeworfen.
Donald Trump bekannte sich daraufhin als nicht schuldig.
Am 24. Mai 2023 wurde der Beginn des Prozesses auf den 25. März 2024 festgelegt. Im Januar 2024 forderte die Verteidigung von Trump mehrere tausend Dokumente von den Strafverfolgungsbehörden an, die Anfang März geliefert wurden. Darauf forderten sie eine Prozessverschiebung, die gewährt wurde. Am 25. März 2024 wurde der Beginn des Prozesses auf den 15. April terminiert. In der Folge versuchte die Verteidigung von Trump mehrfach den Prozessbeginn weiter zu verschieben, scheiterte jedoch jeweils vor dem zuständigen Berufungsgericht.
Am 26. März 2024 erließ der Richter ein Redeverbot (gag order), das es Trump untersagte, Staatsanwälte, Gerichtsangestellte, Angestellte der Staatsanwaltschaft Geschworene oder potenzielle Zeugen sowie Familienangehörige dieser Personen persönlich in der Öffentlichkeit anzugreifen oder zu bedrohen. Ausgenommen von der Anordnung waren der Richter und Distriktstaatsanwalt Bragg. Am 1. April 2024 wurde das Redeverbot auf Familienangehörige des Richters und des Distriktstaatsanwaltes ausgedehnt, nachdem der Angeklagte auf Truth Social die Tochter des Richters angegriffen hatte. Trump legte Rechtsmittel gegen das Redeverbot ein und rief am 15. Mai 2024 schließlich den Court of Appeals, das höchste Gericht des Bundesstaates, an, nachdem
das Berufungsgericht das Redeverbot bestätigt hatte. Am 18. Juni 2024 wies der New York Court of Appeals die Rechtsmittel ab, da keine grundsätzlichen verfassungsrechtlichen Fragen betroffen seien.

## Hauptverhandlung
Der zuständige Richter Juan Merchan, Richter am New York Supreme Court, hatte bereits zu Beginn beschlossen, dass die Verhandlungen in der Regel an vier Wochentagen stattfinden sollten, wobei er sich den Mittwoch für seine anderen richterlichen Verpflichtungen freihalten wollte.

### 1. Verhandlungswoche
Am 15. April 2024 erfolgte der Start des Strafprozesses mit dem Beginn der Geschworenenauswahl, wobei zwölf Jurymitglieder und sechs Ersatzkandidaten ausgewählt werden sollten. Es wurde erwartet, dass der Prozess sechs bis acht Wochen andauern würde. Den Vorsitz führte Richter Merchan.
Die Auswahl der zwölf Geschworenen wurde am dritten Verhandlungstag abgeschlossen,
diese waren sieben Männer und fünf Frauen mit relativ hohen Bildungsgraden. Am vierten Verhandlungstag, Freitag, dem 19. April 2024, konnten noch die zusätzlichen sechs Reservegeschworenen bestimmt werden.

### 2. Verhandlungswoche
Am Montag, dem 22. April 2024 erfolgten die Eröffnungsplädoyers der Anklage und der Verteidigung. Die Anklage stellte das Vorgehen Trumps als Teil einer größeren Verschwörung von Trump, seinem damaligen Anwalt Michael Cohen und David Pecker, dem Inhaber von American Media und Herausgeber des National Enquirer, dar. Ziel sei es gewesen, negative Nachrichten über Trump abzufangen, um die Präsidentschaftswahl 2016 zugunsten diesem zu beeinflussen. Die Fälschung der Geschäftsunterlagen habe zur Verdeckung der Verschwörung gedient. Die Verteidigung plädierte auf unschuldig. Donald Trump habe mit der Erstellung der Unterlagen nichts zu tun gehabt und das Beeinflussen von Wahlen sei nichts Falsches. Mit Pecker wurde der erste Zeuge der Anklage aufgerufen. Pecker sagte zur Praxis des National Enquirers aus, Geschichten wie die über die Affäre Trumps mit Karen McDougal exklusiv aufzukaufen und sie dann bewusst nicht zu veröffentlichen (catch and kill). Er sagte außerdem aus, dass er Trumps Wahlkampfteam gewarnt habe, Stormy Daniels wolle ihre Geschichte veröffentlichen.
Am Dienstag begann die Verhandlung mit einer Anhörung zu möglichen Verletzungen des vom Richter verhängten Redeverbots. Die Anklage warf Donald Trump vor, zehnmal das Redeverbot mit Angriffen auf die Jury oder zwei potenzielle Zeugen in sozialen Medien und auf seiner Wahlkampfhomepage verletzt zu haben. Das Gericht behielt sich vor, später hierüber zu entscheiden. Es folgte die Fortsetzung der Vernehmung Peckers. Er erklärte, dass er mit Donald Trump und Michael Cohen bei einem Treffen im Trump Tower im August 2015 vereinbart hätte, Trump bei dessen Wahlkampagne 2015/2016 zu helfen. Pecker habe dann unter anderem Cohen über drei Storys informiert: ein angebliches uneheliches Kind und die Affären mit McDougal und Daniels. Die falsche Geschichte über das uneheliche Kind habe der National Enquirer aufgekauft. Pecker habe McDougal für ihre Geschichte bezahlt, nachdem Trump unsicher war, ob er bezahlen würde.
Am Donnerstag, dem 25. April 2024, schloss die Anklage die Befragung Peckers ab, die Verteidigung begann das Kreuzverhör. Pecker räumte hierbei ein, dass das Unterdrücken von Storys zum Geschäftsmodell des National Enquirers gehöre. Seit den 1990ern sei es vorteilhaft gewesen, auflagenbringende positive Geschichten über Trump zu publizieren, negative aber zu unterdrücken. Donald Trump sei keine Ausnahme gewesen, Geschichten etwa zu Arnold Schwarzenegger, Mark Wahlberg oder Rahm Emanuel seien auch unterdrückt worden.
Am Freitag wurde die Vernehmung Peckers abgeschlossen. Es folgten Vernehmungen von Trumps persönlicher Sekretärin Rhona Graff und des Bankers, der für Cohen das Konto zur Schweigegeldzahlung eingerichtet hatte.

### 3. Verhandlungswoche
Am Dienstag, dem 30. April 2024 wurde der Prozess fortgeführt. Zur Unterstützung Trumps an diesem neunten Verhandlungstag waren sein Sohn Eric, seine Wahlkampfberaterin Susie Wiles und die konservativen Politiker David McIntosh und Ken Paxton erschienen. Der Richter setzte für den 17. Mai Verhandlungen aus, damit der Angeklagte den High-School-Abschluss seines Sohnes Barron besuchen konnte. Dann wurde über zehn Posts von Trump auf Truth Social und seiner Wahlkampf-Webseite verhandelt. In diesen hatte der Angeklagte Zeugen wie Michael Cohen und Stormy Daniels sowie die Jury angegriffen. Richter Merchan entschied, dass Trump in neun Fällen das Gericht missachtet hatte, indem er gegen die Schweigeanordnung verstoßen hatte. Es wurde eine Strafzahlung von tausend Dollar für jeden der Fälle verhängt, die Löschung der Posts angeordnet und Trump verwarnt, dass bei weiteren Verstößen auch Haft angeordnet werden könne. Die Vernehmung von Cohens Banker wurde zu Ende geführt. Später sagte Anwalt Keith Davidson aus, der für McDougal und Daniels die Schweigegeldvereinbarungen ausgehandelt hatte. Emails zwischen ihm und einem Redakteur des National Enquirer wurden dabei verlesen. Er beschrieb auch, wie die Dringlichkeit zunahm, eine Einigung mit der Pornodarstellerin zu erzielen, nachdem die Access-Hollywood-Aufzeichnung bekannt geworden war. Mit Access-Hollywood-Aufzeichnung wird ein Video von 2005 bezeichnet, in dem Donald Trump mit sexuellen Übergriffen auf Frauen prahlt und dessen Inhalt von der Washington Post Anfang Oktober 2016 veröffentlicht wurde.

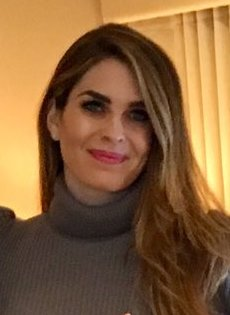
Hope Hicks (2017)

Der zehnte Verhandlungstag am 2. Mai begann mit einer Verhandlung über vier weitere mögliche Verstöße Trumps gegen die Schweigeanordnung. Hiernach folgte die Vernehmung von Stormy Daniels Anwalt Keith Davidson durch die Verteidigung im Kreuzverhör. Der Rechtsanwalt wurde zu Fällen um Prominente wie Hulk Hogan, Lindsay Lohan und Charlie Sheen befragt und ob er dabei an Erpressungen dieser Prominenten mitgeholfen habe. Der Zeuge bestritt Erpressungen. Es wurde dann noch eine Aufzeichnung eines Telefongesprächs zwischen Cohen und Trump zur Schweigegeldzahlung an McDougal vorgespielt und ein Ermittlungsbeamter zur Verbindungsdatenaufzeichnung zwischen Trump und Cohen vernommen.
Am Freitag, dem 3. Mai 2024, dem elften Verhandlungstag, wies der Richter den Angeklagten darauf hin, dass das Schweigegebot ihm nicht verbiete, auszusagen oder sich öffentlich allgemein über den Prozess zu äußern. Trump hatte am Vortag gegenüber der Presse geäußert, dass er nicht aussagen dürfe. Der Sachverständige für Verbindungsdaten sagte im Kreuzverhör der Verteidigung weiter aus. Unter anderem erklärte er, dass er bei der am Donnerstag vorgespielten Aufzeichnung keine Manipulationen festgestellt habe. Es folgte die Aussage der ehemaligen Pressesprecherin des Trump-Wahlkampfteams und Kommunikationsdirektorin im Weißen Haus Hope Hicks. Hicks sagte aus, dass Trump sehr eingebunden war in die Öffentlichkeitsarbeit der Wahlkampagne. Als die Access-Hollywood-Aufnahme bekanntgeworden sei, habe das eine Krise vergleichbar mit einem Hurrikan der Kategorie 4 (sehr stark) verursacht. Sie bestätigte das Treffen zwischen Trump, Cohen und Pecker im August 2015, in dem Pecker versprach, Augen und Ohren für das Wahlkampfteam zu sein. Von der Vereinbarung zwischen dem National Enquirer und dem Playboy-Model habe sie erst durch Nachfragen eines Journalisten des Wall Street Journals erfahren. Die von ihr herausgegebene Presseerklärung, in der unter anderem die Affäre zwischen Trump und McDougal als unwahr bezeichnet worden war, habe sie verfasst, nachdem Trump ihr gegenüber die Affäre abgestritten habe. Von Stormy Daniels habe sie erst durch Nachfragen von der New York Times über die Vereinbarung mit Cohen erfahren. Trump habe angedeutet, dass Cohen von sich aus die Vereinbarung getroffen habe. Sie habe dies dann so der Presse erklärt, auch wenn das nicht zu Michael Cohens Charakter gepasst habe.

### 4. Verhandlungswoche
Am Montag, dem 6. Mai 2024, fand der zwölfte Verhandlungstag statt. Das Gericht befand, dass Trump in einem weiteren Fall das Redeverbot verletzt hatte, und verhängte eine Geldbuße. Für zukünftige Verletzungen wurde eine Zwangshaft angedroht. Nach der Verhandlung behauptete der Angeklagte gegenüber Pressevertretern, dass er willens sei, zur Verteidigung der Meinungsfreiheit in Haft zu gehen. Während des Verhandlungstages sagten der ehemalige Controller der Trump Organization Jeffrey McConney und die Buchhalterin Deborah Tarasoff aus. McConney beschrieb, wie ihn der Finanzchef Allen Weisselberg etwa zu der Zeit, als Trump das Präsidentenamt antrat, anwies, Zahlungen an Michael Cohen vorzunehmen. Die beiden besprachen, die Rückzahlungen in zwölf monatlichen Raten zu 35.000 Dollar vorzunehmen, unter Berücksichtigung der ausgelegten Zahlung an Stormy Daniels, sonstiger Kosten Cohens und einer Verdopplung, um Steuern abzudecken. Die ersten Zahlungen seien aus einem eingerichteten Trust erfolgt, spätere vom persönlichen Konto Trumps. Schecks von dessen persönlichem Konto konnten laut McConney nur vom Angeklagten gezeichnet werden. Auf Nachfrage der Verteidigung erklärte der Controller, dass Trump ihn nie direkt angewiesen habe. In der folgenden Aussage beschrieb Tarasoff, wie sie die Schecks vorbereitet und abgefertigt hatte. Sie seien jeweils mit Rechnungen von Cohen über 35.000 Dollar verbunden worden. Rechnungen über 10.000 Dollar hätten dabei seit 2015 entweder von Trump oder anderen Vorständen genehmigt werden müssen, Weisselberg selbst konnte nur solche unter 10.000 Dollar genehmigen. Die ersten beiden Schecks seien noch von Eric Trump und Weisselberg beziehungsweise Donald Trump Jr. und Weisselberg unterschrieben worden, die späteren Schecks von dem persönlichen Konto wären in das Weiße Haus gesendet und von Trump unterschrieben worden. Beiden Zeugen wurden bei der Vernehmung Dokumente vorgelegt, wie Notizen McConneys, die Schecks, Emails, Buchhaltungsunterlagen.

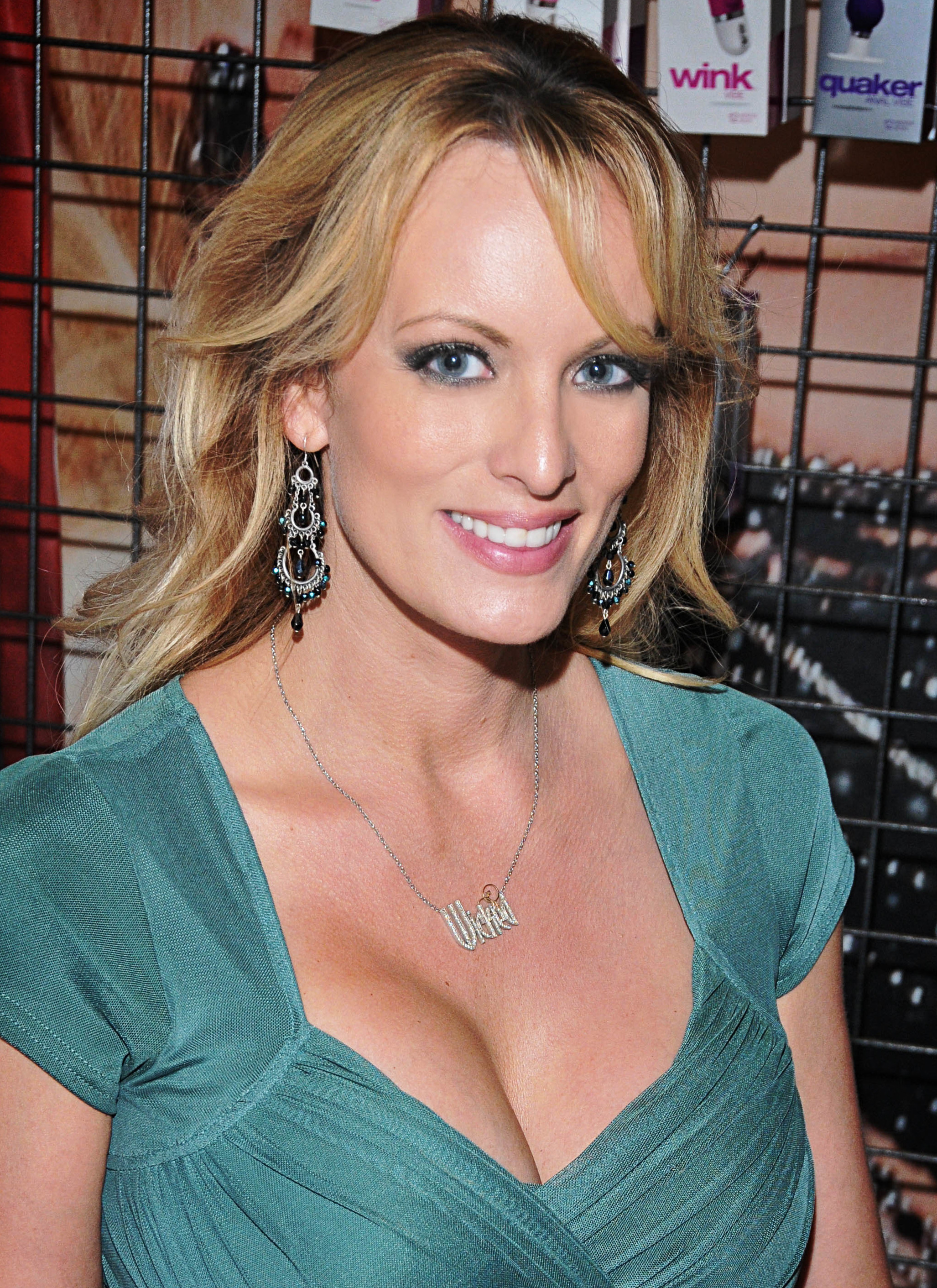
Stormy Daniels (2015)

Am Dienstag, dem 7. Mai, wurde Stormy Daniels als Zeugin der Anklage aufgerufen. Sie sagte an diesem dreizehnten Prozesstag sehr detailliert über das sexuelle Zusammentreffen mit Donald Trump 2006 aus. Die Verteidigung beantragte daraufhin, dass der Richter auf einen Fehlprozess (Mistrial, d. h. Abbruch der Verhandlung ohne Urteil) erkennen solle. Die Aussage würde zur Voreingenommenheit der Jury führen, Präsident Trump könne sich von ihr nicht erholen. Der Richter wies den Antrag ab. Einige Dinge hätten nicht ausgesprochen werden müssen, die Hürde für einen Fehlprozess sei aber nicht erreicht worden. Die Zeugin sagte weiter aus, dass ihre Agentin die Geschichte kurz vor der Wahl angeboten habe, aber zunächst auf wenig Interesse gestoßen sei. Dies habe sich erst nach der Access-Hollywood-Aufnahme geändert. So sei es zu der Vereinbarung über die 130.000 Dollar und das Verschwiegenheitsvereinbarung gekommen. In der Vereinbarung seien für sie und Trump Pseudonyme verwendet worden. Im Kreuzverhör durch die Verteidigung bestritt sie, dass sie mit der Geschichte seit Jahren viel verdiene. Es habe sie auch gekostet. Sie bestritt, den Angeklagten erpresst zu haben.
Am Donnerstag, dem 9. Mai 2024, dem vierzehnten Verhandlungstag, erschien US-Senator Rick Scott als Unterstützung des Angeklagten im Gerichtssaal. In der Verhandlung schloss Stormy Daniels ihre Aussage ab. Die Verteidigung befragte sie im Detail zu Widersprüchen zwischen Interviews, die Daniels über die Affäre gegeben hatte, und ihrer Aussage über den Vorfall. Sie wurde auch befragt, inwiefern ihre Tätigkeit als Drehbuchautorin für Pornofilme es ihr ermögliche, Sexgeschichten zu erfinden, worauf sie erwiderte, dass der Sex in den Filmen so real sei wie das, was ihr in jenem Hotelzimmer passiert sei. Die Verteidigung beantragte erneut, einen Fehlprozess zu erklären und das Redeverbot abzuändern. Die Aussage Daniels sei überflüssig und geeignet, Voreingenommenheit zu schaffen. Trump müsse in der Lage sein, sich gegen die Aussage direkt zu wehren. Der Richter lehnte die Anträge ab. Zwar sei vieles in der Aussage überflüssig, allerdings habe die Verteidigung im Eröffnungsplädoyer bestritten, dass Trump und Daniels Sex gehabt hätten. Die Jury müsse sich nun selbst ein Bild machen. Die Verteidigung hätte während der Aussage Einsprüche erheben können, was nicht geschehen sei. Das Gericht habe nicht nur die Sicherheit Stormy Daniels´ zu berücksichtigen, sondern vor allem die Integrität des Verfahrens. Nach der Pornodarstellerin sagte eine Buchhalterin der Trump Organization zur Praxis im Umgang mit Schecks aus. Eine leitende Mitarbeiterin des Verlagshauses HarperCollins sagte zu Ausschnitten aus Trumps Buch Think Big: Make It Happen in Business and in Life aus. Die Auszüge befassten sich mit der Bedeutung von Loyalität für Trump und seine Bemühungen, das Leben einer Frau zu zerstören, die er als unloyal ansah.
Als letzte Zeugin des Tages sagte Madelaine Westerhout aus, die bis 2019 persönliche Sekretärin für Trump im Weißen Haus war. Sie sagte aus, dass Führer der Republikanischen Partei nach der Veröffentlichung der Access-Hollywood-Aufzeichnung diskutiert hätten, Trump vor der Wahl als Präsidentschaftskandidaten abzulösen.
Das Kreuzverhör von Westerhout durch die Strafverteidiger Trumps wurde am fünfzehnten Verhandlungstag fortgesetzt. Sie sagte aus, dass Trump zwar seine Familie in Gesprächen um Stormy Daniels nicht erwähnte, er aber ihrer Meinung nach wusste, dass es seine Familie verletzen würde, von der Affäre zu erfahren. Trump habe häufig Multitasking betrieben und in mindestens einem Fall dabei einen Scheck ohne Prüfung unterschrieben. Weitere Vernehmungen an diesem Freitag, dem 10. Mai 2024, standen unter dem Einfluss der am Montag erwarteten Zeugenaufrufung von Michael Cohen. Sie dienten der Einbringung von Telefonverbindungsdaten, Dokumenten und Emails zwischen Stormy Daniels Agentin und dem Chefredakteur des National Enquirer als Beweismittel. Diese Beweismittel waren geeignet, die erwartete Aussage von Cohen zu untermauern. Die Verteidigung beantragte die Verhängung eines Redeverbotes gegen Cohen. Richter Merchan zeigte Verständnis für den Wunsch, wies jedoch darauf hin, dass er Zeugen nicht zum Schweigen verpflichten könne; er forderte die Anklage auf, Cohen im Namen des Gerichts Zurückhaltung nahezulegen. Die Staatsanwaltschaft kündigte an, ihre Beweisführung zum Ende der nächsten Verhandlungswoche voraussichtlich abschließen zu können.

### 5. Verhandlungswoche
Die fünfte Verhandlungswoche bestand nur aus drei Tagen: Montag, Dienstag und Donnerstag. Am Freitag, dem 17. Mai 2024 tagte das Gericht nicht, um dem Angeklagten die Möglichkeit zu geben, an der High-School-Abschlusszeremonie seines jüngsten Sohnes teilzunehmen. Geprägt war diese Woche von der Aussage des Zeugen Michael Cohen. Cohen war der Hauptzeuge der Anklage und seine insgesamt siebzehnstündige Aussage sollte bis zum folgenden Montag dauern.

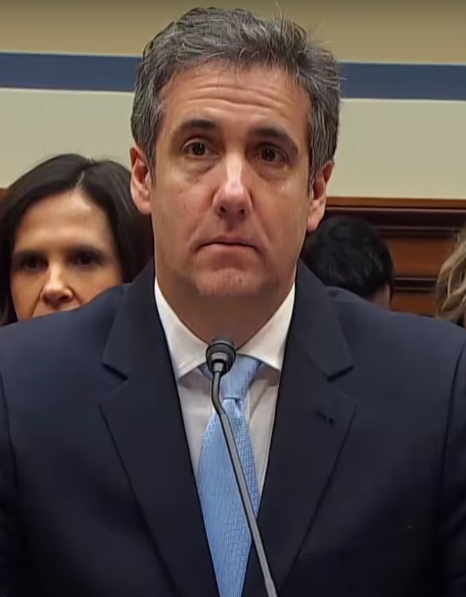
Michael Cohen (2019)

Für den fünfzehnten Verhandlungstag war die Aussage von Michael Cohen als Zeugen der Anklage angesetzt.
Zu dem Verhandlungstag am Montag, dem 13. Mai 2024, erschienen zur Unterstützung des Angeklagten die Senatoren J. D. Vance aus Ohio und Tommy Tuberville aus Alabama sowie die Abgeordnete im Repräsentantenhaus Nicole Malliotakis aus Staten Island, New York. Außerdem kamen der Attorney General von Alabama Steve Marshall und die Attorney Generalin von Iowa Brenna Bird zu Trumps Unterstützung. Während Trump durch das Redeverbot an Angriffen auf Zeugen gehindert war, griff Senator Vance die Glaubwürdigkeit des Zeugen Cohen gegenüber der Presse an. Cohen sagte während der Verhandlung aus, wie er in Zusammenarbeit mit dem Herausgeber des Narional Enquirer mit Wissen und im Auftrage des Angeklagten negative Nachrichten im Wahlkampf von 2016 unterdrückte und wie er, laut Cohen, mit dem Anwalt von Stormy Daniels verhandelte und etwa einen Monat vor der Präsidentschaftswahl im November am 11. Oktober 2016 zu einer Einigung kam und dann im Interesse Trumps Zahlungen verzögerte. Dies sei geschehen, da Trump der Meinung war, dass es nach der Wahl keinen Unterschied mache, ob die Affäre bekannt werde. Trump sei es um den Wahlkampf, nicht um seine Ehe gegangen. Er beschrieb, wie die Einigung über das Schweigegeld dabei fast geplatzt sei, aber Ende Oktober noch gerettet wurde. Er sagte aus, dass er und Weisselberg sich mit Trump regelmäßig besprachen und Trump stets informiert wurde, insbesondere über die Einrichtung der Briefkastenfirma zur Bezahlung Daniels´, da er für seine Leistungen anerkannt und bezahlt werden wollte. Er beschrieb auch, wie er mit Weisselberg die Rückzahlungen vereinbarte und dieser die Modalitäten niederschrieb. Anschließend hätten er und Weisselberg sich in einem Gespräch mit Trump bestätigen lassen. Insgesamt sagte Michael Cohen am 13. Mai über etwa fünf Stunden aus.
Am Dienstag, dem 14. Mai 2024, erschienen wieder mehrere hochrangige republikanische Politiker, um Unterstützung für Donald Trump zu zeigen. Am sechzehnten Verhandlungstag zeigten sich Mike Johnson, der Sprecher des Repräsentantenhauses der Vereinigten Staaten, Doug Burgum, der Gouverneur von North Dakota, die Abgeordneten im Repräsentantenhaus für Florida Byron Donalds und Cory Mills sowie der ehemalige Rivale Trumps im Vorwahlkampf Vivek Ramaswamy. Johnson setzte dabei eine Sitzung des Repräsentantenhauses zur Beratung des Federal Aviation Authority Reauthorization Act aus. Mit Ausnahme von Johnson setzten sie sich im Gerichtssaal hinter Trump, Johnson verfolgte die Verhandlung aus einem Reservesaal. Außerdem erschienen die Co-Vorsitzende des Republican National Committee und Schwiegertochter Trumps Lara Trump und ihr Ehemann Eric Trump. Im Gerichtssaal sagte Michael Cohen weiter aus. Am Dienstagvormittag sagte er aus, wie er für das Schweigegeld entschädigt wurde. Er erzählte weiterhin, dass er den Kongress, die Federal Election Commission und Reporter belog, indem er behauptete, er allein sei für das Schweigegeld verantwortlich. Dies habe er getan, um Trump zu beschützen, der da schon Präsident der Vereinigten Staaten war. Der Angeklagte habe ihm versichert, dass er nichts zu befürchten habe, da er nun Präsident sei. Dies habe sich geändert, als gegen ihn und seine Frau Anklage erhoben wurde. Er habe dann aus Loyalität zu seiner Familie gestanden, sich schuldig bekannt und bereue nun, was er für Trump getan habe. Todd Blanche, einer der Strafverteidiger Trumps, begann dann das Kreuzverhör des Zeugen Cohen. Der Anwalt befragte Cohen zu dessen Angriffen auf Trump in den sozialen Medien und auf Anti-Trump-Merchandisingprodukten, die Cohen vertrieb. Cohen räumte auf Nachfrage des Verteidigers ein, dass er 3 Millionen Dollar mit zwei Büchern über seine Zeit mit Trump verdient hätte. Auf die Frage nach früheren Äußerungen Cohens, dass Trump ein guter Mann sei, der sich sehr um das Land sorge, antwortete Cohen, dass er damals knietief im Trump-Kult gesteckt habe.
Zur Unterstützung Trumps erschienen diesen Donnerstag der Vorsitzende des House Freedom Caucus Bob Good und die republikanischen Abgeordneten Andy Biggs, Lauren Boebert, Eli Crane, Matt Gaetz, Anna Paulina Luna, Ralph Norman, Andy Ogles und Michael Waltz im New York Superior Court. Die Anzahl ließ die republikanische Mehrheit wegen der knappen Mehrheiten im 118. Kongress verwundbar in Washington. Eine Sitzung des House Committee on Oversight war deshalb bereits im Vorfeld verlegt worden. In der Verhandlung des Gerichts vom 16. Mai 2024 konfrontierte die Verteidigung den Zeugen Cohen mit seinen Vorstrafen und Lügen aus der Vergangenheit. Konkret zum Fall wurde Cohen zu einem Telefonat befragt, zu dem er ausgesagt hatte, dass er Trump während des Anrufs zum Stand mit Stormy Daniels informiert hätte. Die Verteidigung zitierte dabei Telefonaufzeichnungen und Textnachrichten, die darauf hindeuten sollten, dass es Cohen während des Telefongesprächs – zumindest anfänglich – in erster Linie um belästigende Anrufe von einem offenbar 14-jährigen Scherzbold ging. Cohen antwortete daraufhin, er habe mit Trump auch über den Daniels-Deal gesprochen. Die Verteidigung erklärte am achtzehnten Verhandlungstag, ihr Kreuzverhör Cohens am kommenden Montag abschließen zu können. Die Staatsanwaltschaft erklärte, dass sie mit der Aussage Cohens ihre Beweisführung abgeschlossen habe, die Verteidigung kündigte noch die Aufrufung eines Experten für Wahlkampffinanzierung an. Über eine Aussage Trumps in eigener Sache sei noch nicht entschieden. Der Richter gab den Parteien auf, bis Dienstag ihre Abschlussplädoyers vorzubereiten.

### 6. Verhandlungswoche
Auch am neunzehnten Verhandlungstag wurde der Angeklagte von prominenten Unterstützern begleitet. Am 20. Mai 2024 erschienen die Abgeordneten Andrew Clyde, Eric Burlison, Mary E. Miller und Keith Self sowie der Attorney General von South Carolina Alan Wilson. Ferner begleiteten Trump diesen Montag der Anwalt Alan Dershowitz und ein ehemaliger Führer der örtlichen Hells Angels. Das Kreuzverhör von Michael Cohen durch die Verteidigung wurde an diesem Montag fortgesetzt. Cohen räumte dabei ein, dass er in einem Fall 30.000 Dollar von der Trump Organization unterschlagen hatte, als er eine Erstattung von 50.000 Dollar in Rechnung gestellt hatte, aber einem Technologieunternehmen nur 20.000 Dollar gezahlt hatte. An die Vernehmung durch die Verteidigung schloss sich eine kurze Erwiderungsvernehmung durch die Anklage an, in der diese sich um Klarstellungen von durch die Verteidigung in Frage gestellte Punkte bemühte. Hierbei kam es zu einem kurzen Schlagabtausch um ein Foto, welches Trump am 24. Oktober 2016 in Begleitung des von Cohen angerufenen Leibwächters zeigte. Nachdem beide Seiten das Foto anerkannt hatten, sagte Cohen aus, dass er an dem Tag zunächst mit dem Leibwächter die Frage des Scherzanrufs geklärt habe und dann Trump in Kenntnis des Sachstandes um Stormy Daniels gesetzt habe. Nach dem Ende der Aussage Cohens erklärte die Staatsanwaltschaft ihre Beweisführung für abgeschlossen. Die Verteidigung rief ihren ersten Zeugen auf: Robert Costello, einen Anwalt, der Cohen nach einer Durchsuchung durch das FBI beraten hatte. Auf den ursprünglich vorgesehenen Wahlrechtsexperten verzichtete die Verteidigung, nachdem der Richter begrenzt hatte, wozu ein solcher Sachverständiger aussagen könne. Costello beschrieb den ersten persönlichen Kontakt zwischen ihm und Cohen. Nachdem der Zeuge zu zwei stattgegebenen Einsprüchen Kommentare abgab, ließ der Richter den Gerichtssaal kurzzeitig räumen, um den Zeugen über die Ordnung in seinem Gerichtssaal zu belehren. Am Ende des Verhandlungstages beantragte die Verteidigung, die Anklage zurückzuweisen, da das Vorenthalten von Informationen von Wählern keine Straftat sei. Der Richter behielt sich die Entscheidung für später vor.
Zu dem zwanzigsten Verhandlungstag, dem 21. Mai 2024, erschienen zur Unterstützung Trumps seine Söhne Eric und Donald Trump Jr. An republikanischen Politikern fanden sich unter anderem ein: U.S. Senator Eric Schmitt, die Abgeordneten Daniel Webster, Dan Meuser, Ronny Jackson, Troy Nehls, Dale Strong, und Maria Salazar. Ferner kamen diesen Dienstag der geschäftsführende U.S. Attorney General unter Trump Matthew G. Whitaker und Pam Bondi, die Attorney General in Florida gewesen war. Aus Texas war Vizegouverneur Dan Patrick angereist. Am Dienstagvormittag schloss Robert Costello seine Aussage ab. Die Anklage hatte ihn mit eigenen Emails konfrontiert, um zu zeigen, dass Costello für seinen Freund Rudy Giuliani versuchte, Cohen nach der Durchsuchung 2018 durch das FBI zu kontrollieren und von der Zusammenarbeit mit Behörden abzuhalten. Die Verteidigung erklärte ihre Beweisführung dann für abgeschlossen, auf eine Aussage Trumps in eigener Sache wurde verzichtet. Die Jury wurde dann bis zum 28. Mai 2024 entlassen, wenn nach dem langen Memorial-Day-Wochenende beide Seiten die Abschlussplädoyers halten sollten.

### 7. Verhandlungswoche und Schuldspruch
Die siebte Woche der Hauptverhandlung begann am Dienstag, dem 28. Mai 2024, mit den Schlussplädoyers zunächst der Verteidigung und dann der Anklage.
Zum 21. Verhandlungstag am 28. Mai 2024 erschienen zur Unterstützung des Angeklagten seine Kinder Donald Jr., Eric und Tiffany. Auf der anderen Seite gaben Robert De Niro und zwei am 6. Januar 2021 am Kapitol eingesetzte Polizeibeamte beim Gerichtsgebäude eine Pressekonferenz für das Wahlkampfteam von Joe Biden und Kamala Harris. Für die Verteidigung plädierte Todd Blanche. Er griff vor allem die Glaubwürdigkeit des Zeugen Michael Cohen an und bezeichnete diesen unter anderem als „größten Lügner aller Zeiten“. Man könne ihm nicht ohne berechtigte Zweifel glauben, die Staatsanwaltschaft hätte ihre Beweispflicht nicht erfüllt. Sollten die Geschworenen auf die vorgetragenen Beweise blicken, würden sie rasch zum Freispruch kommen. Es sei kein Urteil über Trump als Präsident. Der Angeklagte sei unschuldig und habe keine Straftat begangen. Die Anklage würde sich nur auf die Aussage Cohens stützen, nur auf dessen Aussage könne man niemanden verurteilen. Für die Anklage plädierte Joshua Steinglass. Er argumentierte, dass es einen Berg an Beweisen für Trumps Schuld gebe. Die Aussage Cohens würde durch andere Beweismittel, vor allem die Aussage David Packers vom National Enquirer, gestützt. Der Staatsanwalt ging dann nochmal über die vorgelegten Beweismittel und forderte die Jury auf, Trump zu verurteilen.
Am zweiundzwanzigsten Verhandlungstag belehrte Richter Merchan die Geschworenen, bevor die Jury sich am 29. Mai 2024 kurz vor 11:30 Uhr Ortszeit zur Beratung zurückzog. Die Jury bat um Auszüge der Aussagen Peckers und Cohens, kam an diesem Tag aber zu keiner Entscheidung. Trump und seine Anwälte hielten sich bis zur Vertagung der Jury auf den nächsten Tag im Gerichtsgebäude auf.
Am Donnerstag, dem 30. Mai 2024, urteilten die Geschworenen einstimmig, dass Donald J. Trump in allen Anklagepunkten schuldig sei.
Zunächst für den 11. Juli 2024 wurde die Anhörung zum Ausspruch der Strafhöhe angesetzt. Dieser auf Antrag der Verteidigung angesetzte Termin lag vier Tage vor dem Beginn der Republican National Convention in Milwaukee, bei der Donald Trump offiziell zum Präsidentschaftskandidaten der Republikaner gewählt werden sollte.

### Nach dem Schuldspruch
Nachdem die Jury zum Schuldspruch kam, beantragte die Angeklagtenseite in der folgenden Woche die Aufhebung des Redeverbots für Trump. Die befürchteten Gefahren der Beeinflussung von Zeugen und Geschworenen sei nicht mehr gegeben. Es sei vielmehr für Trump notwendiger denn je, das Wort ergreifen zu dürfen, da er von seinem Rivalen Biden im Wahlkampf mit dem Schuldspruch angegriffen würde. Die Staatsanwaltschaft erwiderte, dass das Redeverbot mindestens bis zur Verhandlung zur Strafhöhe aufrechtzuerhalten sei, um das Verfahren zu schützen. Der Richter verlangte weitere Stellungnahmen. In der zweiten Juniwoche vertiefte die Verteidigung ihre Argumentation mit einem einundzwanzigseitigen Schriftsatz, in dem Angriffe der Biden-Wahlkampfkampagne und Verbündeten aufgezählt wurden. Außerdem wurde argumentiert, dass das Recht der Öffentlichkeit beeinträchtigt sei, mit einer Präsidentschaftswahlkampagne zu kommunizieren.
Am Freitag, dem 7. Juni 2024, teilte Richter Merchan den Parteien mit, dass auf der Facebookseite des Gerichts ein zu diesem Zeitpunkt mindestens eine Woche altes Posting gefunden worden sei. Diese Äußerung eines „Michael Anderson“ lautete unter anderem:

“My cousin is a juror and said Trump is getting convicted.”

„Mein Vetter ist ein Geschworener und sagte, Trump werde schuldig gesprochen.“

Mit dem richterlichen Hinweis bat er um Stellungnahmen der Parteien. In New York kann Fehlverhalten der Geschworenen (hier: Verschwiegenheitspflicht) zur Aufhebung eines Schuldspruches mit erneutem Prozess führen.
Für Montag, den 10. Juni 2024, war ein Videogespräch mit der Trump zugeordneten Bewährungshelferin angesetzt. Trump war eingeräumt worden, das Gespräch von Mar-a-Lago aus in Gegenwart seines Anwaltes zu führen. Das Ergebnis wurde in den Bericht der Bewährungshelferin aufgenommen, der bei der Entscheidung zur Strafhöhe zu berücksichtigen war.
Rechtsmittel gegen das im Vorverfahren verhängte Redeverbot wurden am 18. Juni 2024 durch den New York Court of Appeals abgewiesen. Am 25. Juni 2024 hob aber Richter Merchan das Redeverbot, soweit es das Sprechen über Zeugen und Geschworene betraf, teilweise auf. Es blieb untersagt, sich über Angehörige des Gerichts oder der Staatsanwaltschaft sowie deren Familienmitglieder zu äußern, da dies das weitere Verfahren beeinflussen könnte.
Nachdem der Supreme Court am 1. Juli 2024 in einem anderen Trump-Verfahren (dem Verfahren Trump v. United States wegen Behinderung der Amtsübergabe) entschieden hatte, dass Präsidenten für offizielle Handlungen Immunität genießen, beantragten Trumps Anwälte noch am gleichen Tag die Aussetzung des Schuldspruchs und Verlegung des auf den 11. Juli 2024 terminierten Strafausspruchs. Sie beantragten außerdem die Zulassung eines Antrags, das Verfahren abzuweisen. Alvin Braggs Behörde erklärte am Dienstag, dem 2. Juli 2024, dass sie sich einer Verschiebung nicht entgegenstellen werde. Der Richter entschied daraufhin, dass der Termin zur Verhandlung über die Strafhöhe einstweilen auf den 18. September 2024 verschoben wird, zuvor werde bis zum 6. September 2024 entschieden, ob das Verfahren als Ganzes wegen der Immunität abzuweisen sei. Aufgrund eines erneuten Befangenheitsantrages der Verteidigung verschob Juan Merchan am 6. August 2024 die Verhandlung zur Immunität auf den 16. September 2024.
Den nunmehr dritten Befangenheitsantrag wies Merchan am 14. August 2024 ab. Der Schriftsatz der Verteidigung sei reich an Ungenauigkeiten und unbelegten Behauptungen, dies sei nicht ausreichend, um solche einen Antrag zu begründen, so der Richter.
Andrew Bailey, Attorney General von Missouri, stellte direkt beim U S. Supreme Court den Antrag, dass der Verhandlungstermin für den Strafausspruch nach den Wahlen im November 2024 terminiert und das Redeverbot aufgehoben werden soll. Anfang August 2024 wies der Oberste Gerichtshof Baileys Antrag auf Eingabe einer Beschwerde gegen Bragg ab und erklärte das Verfahren gegen die Stimmen der Richter Samuel Alito und Clarence Thomas für erledigt.
Am 1. August 2024 wies eine Berufungskammer Trumps Antrag auf Aufhebung des Redeverbots ab. Seine Anwälte hatten argumentiert, dass die Aufhebung notwendig sei, damit er sich im Wahlkampf gegen Kamala Harris verteidigen könne. Das dreiköpfige Gremium entschied, dass das Verfahren noch nicht abgeschlossen sei und das Redeverbots daher gerechtfertigt bleibe.
Die Anwälte von Trump stellten am 29. August 2024 einen erneuten Überweisungsantrag beim United States District Court for the Southern District of New York in Manhattan. Sie beantragen das Verfahren an das Bundesgericht zu überweisen und die Straffestsetzung auszusetzen, solange über den Antrag verhandelt werde. Da Trump laut den Anwälten der führende Kandidat für die Präsidentschaftswahl sei, wäre ansonsten eine Beeinträchtigung des Präsidentenamtes über Jahrzehnte zu erwarten. Am Donnerstag, den 30. August 2024 wurde der Antrag aus rein formalen Gründen durch einen Justizbeamten (Law Clerk) des Bundesgerichtes zurückgewiesen. Am 3. September 2024 wurde der Antrag richterlich abgewiesen. Der Bundesrichter entschied, dass sich seit der letzten Entscheidung keine sachliche Änderung ergeben habe. Rechtlich seien die angeklagten Taten auch keine von präsidentieller Immunität erfassten offizielle Handlungen. Das Bundesgericht könne zudem nicht Fragen der Voreingenommenheit von Richter Merchan entscheiden, Bundesrichter Alvin Hellerstein legte Trump den Gang zum Berufsgericht nahe. Noch in der Nacht reichten Trumps Anwälte beim zuständigen Bundesberufungsgericht die Erklärung ein, in Berufung zu gehen. Am 6. September 2024 legte Richter Merchan auf Antrag Trumps die Urteilsverkündigung auf einen Zeitpunkt nach der Wahl fest, zunächst auf den 26. November 2024. Es dürfe nicht der Verdacht aufkommen, dass das Gericht eine Entscheidung treffe, um jemandem politisch zu schaden oder zu helfen.
Am 16. Dezember 2024 entschied das Gericht über einen Antrag von Trumps Anwälten, den Fall nachträglich wegen des Urteils des Obersten Gerichtshofs zur Immunität des Präsidenten aufzuheben. Der Richter wies den Antrag ab, da diese Immunität nur für offizielle Akte gelte: „Selbst wenn dieses Gericht zu dem Schluss käme, dass die angefochtenen Beweise offizielle Handlungen im Rahmen der Trump-Entscheidung darstellen, was nicht der Fall ist, wird der Antrag des Beklagten dennoch abgelehnt, da die Einführung der angefochtenen Beweise einen unschädlichen Fehler darstellt und kein Fehler in der Verfahrensweise vorliegt.“ Am gleichen Tag wies Merchan einen Brief zurück, in dem am 3. Oktober 2024 Trumps Anwälte den Geschworenen schwerwiegendes Fehlverhalten vorwarfen. Die Staatsanwaltschaft hatte die Vorwürfe als zu vage zurückgewiesen. Der Richter beschloss, dass er nicht auf Grund von Hörensagen und Vermutungen hin eine Geschworenenentscheidung aufheben könne. Hierzu bedürfte es mindestens eine beeidigte Aussage: „Vorwürfe des Fehlverhaltens der Geschworenen sollten gründlich untersucht werden. Es ist diesem Gericht jedoch verboten, solche Ansprüche auf der Grundlage von bloßem Hörensagen und Vorurteilen zu entscheiden“.

### Strafmaßverkündung
Obgleich der Termin bereits mehrfach verschoben wurde und sich auch die Staatsanwaltschaft dazu bereit zeigte, mit einer Strafmaßverkündung bis zum Ende der zweiten Amtszeit von Donald Trump zu warten, terminierte Richter Merchan diese final auf den 10. Januar 2025, also zehn Tage vor den Termin zur Vereidigung Trumps als neuer US-Präsident.
Kurz vor dem festgesetzten Verkündungstermin legten Trumps Anwälte am Dienstag einen Eilantrag auf Verschiebung ein, da er laut ihnen bereits vor der Amtseinführung Immunität genießen würde. Das Gericht lehnte dies ab. Trump legte darauf am Mittwoch Rechtsmittel sowohl zum New York Court of Appeals wie auch den Supreme Court ein. Der New York Court of Appeals, als höchstes Gericht im Bundesstaat New York, lehnte den Antrag am Donnerstag, dem 9. Januar, ab. Auch der Supreme Court lehnte in einer 5-zu-4-Entscheidung (für den Antrag stimmten die durch George W. Bush ernannten Richter Clarence Thomas und Samuel Alito, sowie die durch Donald Trump ernannten Neil Gorsuch und Brett Kavanaugh) das Rechtsmittel ab.
Bei der planmäßig erfolgten Strafmaßverkündung sah das Gericht davon ab, eine Strafe auszusprechen, da kein angemessenes Mittel zur Erfüllung des Strafzwecks zur Verfügung stünde („unconditional discharge“, § 65.20 Penal Code of the State of New York) – damit ist das erstinstanzliche Verfahren abgeschlossen und Trump für schuldig befunden, ohne jedoch eine Freiheits- oder Geldstrafe zu erhalten.

## Folgen und Reaktionen

### Reaktionen zum Verfahren

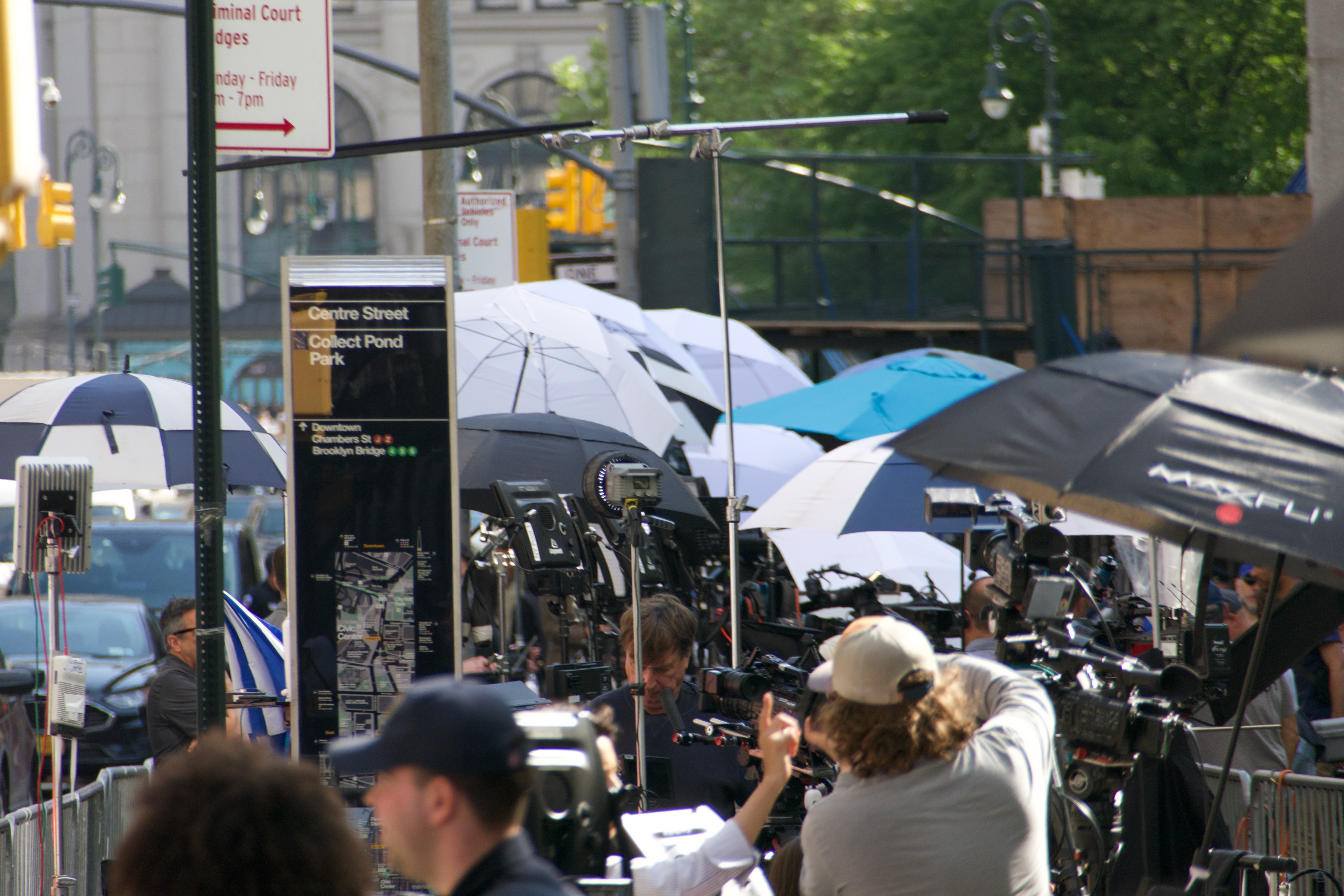
Medienvertreter nahe des Gerichtsgebäudes, 2. Mai 2024

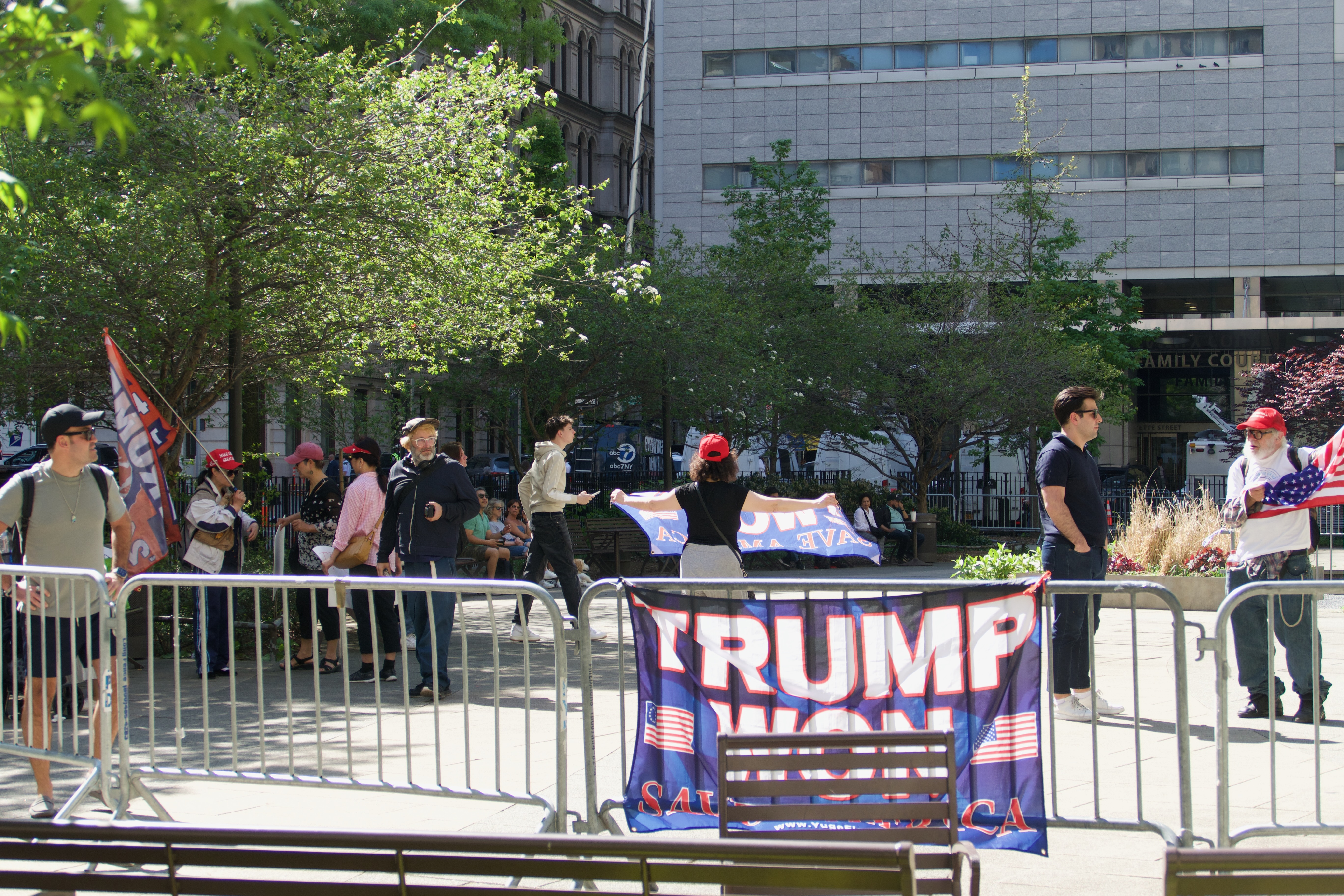
Pro-Trump-Demonstranten vor dem Gerichtsgebäude, 7. Mai 2024

Der 45. US-Präsident Trump ist mit dieser Anklage der erste US-Präsident, der angeklagt und auch verurteilt wurde, später wurde er als der 47. Präsident auch der erste vorbestrafte und der erste, der trotz Vorstrafen wiedergewählt wurde. Die Strafverfolgung kann Trump rechtlich nicht davon abhalten, für ein Amt zu kandidieren; über die Auswirkungen auf die Präsidentschaftswahl 2024 und Donald Trumps Präsidentschaftswahlkampf wurde von vielen Seiten spekuliert: Trump und seine Mitarbeiter selber waren über die Anklage überrascht und hatten zunächst erwartet, dass diese erst Wochen später oder überhaupt nicht erhoben werde. Mit vorbestraften US-Bürgern wird in der amerikanischen Gesellschaft unterschiedlich umgegangen, beispielsweise sind Entzug des Wahlrechts (disenfranchisement) und weitere Einschränkungen auch nach der verbüßten Strafe üblich und die Chancengleichheit auf dem Arbeitsmarkt eingeschränkt. Die Wahl eines Verurteilten ins höchste Amt des Staates warf daher Fragen über Gerechtigkeit in der amerikanischen Gesellschaft auf.
Republikanische Politiker kritisierten die Anklage gegen Donald Trump als politische Verfolgung und Missbrauch der Justiz. Trump selbst nannte die Anklage eine politische Verfolgung.
Der Gouverneur von Florida, Ron DeSantis, erklärte, dass Florida keinerlei Zusammenarbeit bei der Auslieferung von Trump nach New York leisten werde. Demokratische Politiker und Vertreter der Öffentlichkeit begrüßen hingegen die Anklage gegen Trump. Vor der Anklage wurde in Umfragen kontinuierlich gezeigt, dass die Mehrheit der Amerikaner der Meinung war, dass Trump Straftaten begangen hat und dies untersucht werden sollte. Trump hatte seine Anhänger zu Protesten aufgerufen, doch es gab nur eine geringe Beteiligung von prominenten Unterstützern und rechtsextremen Gruppen. Eine Demonstration des New York Young Republican Club fand zwar statt, war aber schlecht besucht: auf jeden Teilnehmer kamen fünf Journalisten. Auch an folgenden Tagen kamen nicht mehr als ein Dutzend Unterstützer Trumps.
Im Laufe des Prozesses kamen mehrere hochrangige republikanische Politiker zu den Verhandlungen, um ihre Unterstützung für Trump zu zeigen, was auch Kontroversen auslöste. Zur Verhandlung am 10. Mai kam US-Senator Rick Scott. Er griff gegenüber der Presse die Tochter des Richters als politische Aktivistin an und sollte dies am Sonntag, dem 12. Mai 2024, auf Fox News wiederholen. Sein Parteifreund Mike Lawler aus dem Staat New York hatte zuvor erklärt, dass Familienmitglieder bei der Kritik außen vor bleiben sollten. Die US-Senatoren J. D. Vance und Tommy Tuberville erschienen zur Verhandlung am 13. Mai 2024. J. D. Vance griff nach der Verhandlung ebenfalls die Tochter des Richters an. Tuberville kritisierte den an diesem Tag aussagenden Zeugen Michael Cohen als Serien-Lügner. Einen Tag später äußerte Tuberville, dass er erschienen sei, um das richterlich angeordnete Redeverbot zu überwinden. Am 14. Mai 2024 kam Mike Johnson, als Sprecher des Repräsentantenhauses der formell ranghöchste Republikaner. Gegenüber der Presse erklärte er den Prozess zu einer Schande, sowie zu einer parteiischen Hexenjagd, und erklärte Trump für unschuldig. Der Besuch des Sprechers des Repräsentantenhauses wurde aus unterschiedlichen Lagern kritisiert. MAGA-Unterstützer Steve Bannon bezeichnete in seinem Podcast War Room den Auftritt Johnsons als erbärmlich und reine Schau, Mike Lindell behauptete, dass der Sprecher kein Mitgefühl für das Land gezeigt habe. Die Trump-kritische Liz Cheney merkte demgegenüber auf X (vormals Twitter) an, dass sie überrascht sei, Johnson im „Ehebrechen-mit-einem-Pornodarsteller-Klub“ zu finden. Die Jugend Moral zu lehren sei wohl doch nicht so wichtig für ihn. Der Abgeordnete Jim McGovern nannte Johnson in einer Plenarsitzung erbärmlich und kritisierte Johnsons Versuch, Trumps Verhalten zu rationalisieren. Donald Trump sagte am 14. Mai 2024 zur Presse:

“I do have a lot of surrogates and they are speaking very beautifully.”

„Ich habe eine Menge Vertreter und sie reden wunderschön.“

Der republikanische Senator Mitt Romney bezeichnete es als eine Schande, wie seine Parteifreunde zu einem Prozess um die Zahlung von Schweigegeld an einen Pornostar pilgern würden. Senatorin Lisa Murkowski aus Alaska bemerkte, dass es genug anderes zu tun gäbe, als einen Pornoprozess zu besuchen. Nachdem die Abgeordnete Lauren Boebert aus Colorado am 16. Mai 2024 den Prozess besucht und sich auf sozialen Medien geäußert hatte, wurde sie in einer Kolumne der Colorado Sun als abstoßend und wegen Doppelmoral angegriffen. Sie setze sich für jemanden ein, der das amerikanische Justizsystem verschrotte, fordere Privatsphäre für ihre Familie, greife aber die Tochter des Richters an, erscheine zu Trumps Prozess, bleibe aber der Verhandlung gegen ihren Sohn fern.
Von Trumps Familie kamen seine Kinder Donald Jr., Eric und Tiffany zu Verhandlungen, jedoch weder seine Ehefrau Melania noch seine Tochter Ivanka. Die Abwesenheit seiner Ehefrau rief in der Öffentlichkeit Fragen auf. In einem Interview auf Fox News am Wochenende nach dem Schuldspruch sagte Trump, dass der Prozess besonders hart für seine Ehefrau gewesen sei, da sie all das lesen musste.
Bereits zur ersten Sitzung im Hauptverfahrens und auch von den folgenden Sitzungstagen wurde berichtet, dass Trump während der Verhandlung einzunicken scheine. Nachdem Medien wie die New York Times, CNN oder die Washington Post berichtet hatten, dass Trump im Prozess einschlafe, reagierte Trump am zehnten Verhandlungstag, Donnerstag, dem 3. Mai 2024. Er schrieb auf Truth Social, dass er entgegen Berichten in den „Fake News“ nicht schlafe, sondern nur seine „schönen blauen Augen“ schließe, um intensiv zu lauschen. In den Late-Night-Shows machte sich Seth Meyers lustig, dass Trump öffentlich einschlafe, während er seinen Kontrahenten Joe Biden als Sleepy Joe bezeichne. Nachdem sie am 16. Mai 2024 eine Sitzung besucht hatte, äußerte Lauren Boebert, dass Trump ihrer Meinung nach bete und nicht schlafe. Auch die Late-Night-Moderatoren Stephen Colbert, Jimmy Kimmel und Jon Stewart griffen das Thema auf.
Nachdem der Richter den Zeugen der Verteidigung Costello am 19. Verhandlungstag wegen seines Verhaltens im Zeugenstand ermahnt hatte, griffen Trumps Söhne Donald Jr. und Eric, und Anhänger des Angeklagten den Richter an. Er stecke mit der Anklage unter einer Decke und wolle Costello zum Schweigen bringen, so diese Kritiker. Demokraten erwiderten, dass Costellos Verhalten einfach untragbar gewesen sei.
Bereits 2023 war eine Beschwerde gegen Richter Merchan wegen Spenden in Höhe von 35 Dollar für drei Demokraten-Gruppierungen eingelegt worden. Die zuständige Kommission rügte Merchan am 18. Mai 2024 zwar, da sich Richter politisch im Bundesstaat nicht betätigen sollen, unternahm aber keine weiteren Schritte. Die Republikanerin Elise Stefanik, die den 21. Wahlbezirk New Yorks im Repräsentantenhaus vertrat, teilte am 22. Mai 2024 mit, dass sie am Tage zuvor eine Dienstaufsichtsbeschwerde gegen Richter Merchan bei der New York State Commission on Judicial Conduct gestellt habe. Die Familie des Richters würde sich laut Stefanik direkt am Ausgang des Prozesses bereichern, da seine Tochter für eine Beraterfirma der Demokraten arbeite.

### Reaktionen zum Schuldspruch

#### Reaktionen des Angeklagten
Nach dem Schuldspruch äußerte Trump außerhalb des Gerichtssaals, dass er nichts falsch gemacht habe und ein sehr unschuldiger Mann sei. Das gesamte Land sei durch das Urteil manipuliert (rigged) worden. Das wahre Urteil werde am Wahltag, dem 5. November 2024, gefällt werden. Später hielt er im Atrium des Trump Tower eine unstrukturierte dreiundreißigminütige Rede zur Presse. Er behauptete, dass der Prozess manipuliert worden und politisch sei, der Richter sehe aus wie ein Engel, sei aber ein Teufel und befangen, der Staatsanwalt würde nicht genug gegen Kriminalität tun. Er stellte sich selbst als Opfer dar und erklärte, es sei eine, wenn auch unangenehme, Ehre für ihn, da zu sein. Neben dem Prozess äußerte er sich zu politischen Themen und hob positive Meinungsumfragen und Spendensammelzahlen hervor. Laut Berichten rief Trump kurz nach dem Schuldspruch Mike Johnson, den Sprecher des Repräsentantenhauses, an und verlangte, dass das Repräsentantenhaus das Urteil des New Yorker Gerichts überstimmen müsse.
In einem Interview in der Sendung Fox & Friends Weekend äußerte Trump, dass es okay wäre, ins Gefängnis zu gehen. Es könne aber ein Bruchpunkt für die Öffentlichkeit sein, falls er zu Haft oder Hausarrest verurteilt würde. In dem Interview behauptete Trump fälschlich, dass er im Wahlkampf 2015/2016 gegen Hillary Clinton nie die Parole „Lock her up“ (Sperr sie ein) benutzt habe, und dass er beschlossen habe, dass es schlimm sein würde, sie einzusperren. Nicht lange nach dem Interview forderte Trump auf Truth Social den US Supreme Court auf, den Schuldspruch aufzuheben, da der Strafausspruch vier Tage vor Beginn des Nominierungsparteitags 2024 terminiert sei. Am 3. Juni 2024 äußerte der Anwalt John Eastman, der mit Trump beim Versuch zusammen gearbeitet hatte, die Wahlergebnisse 2020 zu ändern, dass Trump den seltenen Schritt einer Habeas-Corpus-Eingabe vornehmen könne.
Am Dienstag, dem 4. Juni 2024, äußerte Donald Trump in einem Interview bei Newsmax auf die Frage, ob er seine politischen Gegner nach seiner Wahl anklagen lassen würde, dass eine Strafverfolgung unter dem nächsten Präsidenten gut möglich wäre. Am folgenden Tag äußerte er bei Fox, dass der Vorwurf falsch sei, er wolle seine Gegner verfolgen, und aufhören müsse. Er habe aber jedes Recht zur Verfolgung, falls er gewählt würde. Auf Truth Social beklagte Trump am 6. Juni 2024, dass seine ehemaligen Mitarbeiter Peter Navarro und Steve Bannon wegen Missachtung des Kongresses ins Gefängnis mussten. Er forderte, dass stattdessen die Mitglieder des Untersuchungsausschusses zum Sturm auf das U.S. Kapitol 2021 angeklagt werden sollten. Am selben Donnerstag gab Trump Phil McGraw ein Interview. Nachdem McGraw angedeutet hatte, dass er als Präsident keine Zeit hätte abzurechnen, erwiderte er:

“Well, revenge does take time, I will say that. And sometimes revenge can be justified, Phil, I have to be honest. Sometimes it can.”

„Gut, Vergeltung braucht Zeit, würde ich sagen. Und manchmal kann Vergeltung gerechtfertigt sein, Phil, um ehrlich zu sein. Manchmal kann sie es.“

Bei seiner ersten Wahlkampfrede nach dem Schuldspruch bei einer von Turning Point Action in einer Megachurch in Phoenix organisierten Veranstaltung behauptete Trump, es sei ein manipulierter Prozess mit einem sehr befangenen Richter gewesen, ohne dass es eine Straftat gegeben habe. Er rief die Rechtsmittelgerichte auf, sich dem entgegenzustellen, da man sonst laut Trump kein Land mehr haben würde. Das Democratic National Committee hatte eine Plakatwand aufstellen lassen, auf der Trump als verurteilter Straftäter bezeichnet wurde. Teilnehmer trugen T-Shirts mit der Aufschrift „I’m voting for the convicted felon“ (Ich stimme für den verurteilten Straftäter).

#### Konservative Reaktionen
Unmittelbar nachdem die Entscheidung der Jury bekannt geworden war, kritisierten hochrangige Parteifreunde Trumps den Schuldspruch. Mike Johnson, der Sprecher des Repräsentantenhauses, erklärte es zu einem Tag der Scham in der Geschichte der Vereinigten Staaten. Demokraten würden applaudieren, wenn der Spitzenkandidat der Gegenpartei wegen lächerlicher Vorwürfe verurteilt wurde. Es sei ein rein politisches Verfahren, kein juristisches, der Missbrauch des Justizwesens sei die Handschrift der Biden-Regierung, so Johnson. Laut US-Senator Marco Rubio ist der Schuldspruch eine Travestie und macht das Justizwesen lächerlich. Es sei ein Schauprozess durch einen offen demokratischen Richter, dessen Tochter an Kampagnen der Demokraten verdiene. Auch der Vorsitzende des United States House Committee on the Judiciary, Jim Jordan, bezeichnete das Gericht als Schaugericht und das Urteil als Travestie.
Elise Stefanik, Vorsitzende der Republikaner, erklärte auf X, dass dieses Urteil zeige, wie korrupt, manipuliert und unamerikanisch das als Waffe instrumentalisierte Justizwesen unter Biden geworden sei. Der Führer der republikanischen Minderheit im Senat Mitch McConnell erklärte, dass die Anklage nie hätte erhoben werden sollen. Er erwarte, dass der Schuldspruch in einer Berufung aufgehoben werde. Der in Maryland als Senator kandidierende Larry Hogan rief demgegenüber dazu auf, kein parteiisches Öl ins Feuer zu gießen und Urteil und Justizwesen zu respektieren. Trumps Schwiegertochter Lara Trump griff Hogan am 2. Juni 2024 auf CNN an und erklärte, Hogan verdiene nicht den Respekt von irgendjemandem in der Republikanischen Partei oder in Amerika. Der ehemalige Gegenkandidat Trumps in den Vorwahlen Asa Hutchinson warnte auf NewsNation seine Parteifreunde, den Schuldspruch leicht zu nehmen. Zwölf Geschworene hätten den Präsidenten schuldig befunden, nachdem sie wochenlang Beweise gehört hätten. Dies könne man nicht einfach abtun.
Am Sonnabend nach dem Schuldspruch forderte die Politikerin Marjorie Taylor Greene in einem Interview mit Steve Bannon, dass Johnson als Sprecher des Repräsentantenhauses alle Schritte unternehmen solle, um alle Zahlungen an den Bundesstaat New York einzustellen.
Senator John Cornyn, langjähriges Mitglied des Justizausschusses im Senat warnte, dass er eine Verurteilung Trumps zu einer Haftstrafe oder zu Hausarrest als weiteren Machtmissbrauch sehen würde. Senator Ted Budd sagte, dass eine Freiheitsstrafe oder Hausarrest töricht seien.
Auf rechtsextremen Webseiten wie dem Federalist und dem Daily Wire wurde nach Listen von Demokraten gerufen, die nach einer Machtergreifung Trumps als Vergeltung verhaftet werden sollten. Auf Fox News erklärte der Kommentator Jesse Watters, dass man die bösartigen Kräfte vernichten werde, die die Republik zugrunde richten würden. Ebenfalls bei Fox behauptete Sean Hannity, dass mit dem Schuldspruch die konstitutive Republik vor den Augen der Zuschauer sterben werde, während Laura Ingraham die Vereinigten Staaten mit Diktaturen in der Volksrepublik China, auf Kuba und in Nordkorea verglich. Auf Websites mit Neigung zu Gewaltaufrufen und Hetze tauchten Gewaltaufrufe gegen Geschworene und Forderungen zur Beendigung ihrer Anonymität auf. John Yoo schrieb in der National Review:

“Do unto others as they have done unto you. In order to prevent the case against Trump from assuming a permanent place in the American political system, Republicans will have to bring charges against Democratic officers, even presidents.”

„Tue anderen, was sie dir angetan haben. Um zu verhindern, dass der Fall gegen Trump einen dauerhaften Platz im amerikanischen politischen System einnimmt, müssen Republikaner Anklagen gegen Amtsträger der Demokraten erheben, sogar gegen Präsidenten.“

Einige Anhänger sprachen vom Beginn eines Bürgerkrieges. US-Senator Tommy Tuberville erklärte, dass das Urteil bereits Krieg sei.
Eine große Zahl von Führern der weißen evangelikalen Christen erklärte nach dem Schuldspruch, dass die Entscheidung falsch, der Prozess manipuliert, der Prozess eine Schande oder der Richter korrupt sei. Sie riefen zum Gebet für ein besseres Justizsystem auf und drückten ihre fortdauernde Unterstützung für Trump aus. So rief Franklin Graham zum Gebet für die Nation auf und erklärte, dass er nicht wisse, ob der Justiz noch zu trauen sei. Tony Perkins, der Vorsitzende des der christlichen Rechten zugehörigen Family Research Council, sprach von einem Showgericht (cangoroo court). Der schwarze Baptistenpastor Dwight McKissic aus Arlington (Texas) drückte demgegenüber Verblüffung darüber aus, auf welchen tatsächlichen Grundlagen weiße Evangelikale annehmen, dass ein Unrecht geschehen sei.

#### Demokratische Reaktionen
Joe Biden reagierte auf sozialen Medien, indem er erklärte, dass Trump nur in den Wahlkabinen vom Oval Office ferngehalten werden könne. Er erklärte am Tag nach dem Schuldspruch, dass es fahrlässig, gefährlich und verantwortungslos sei, einen Prozess als manipuliert zu bezeichnen, nur weil man das Ergebnis nicht möge. Das Justizwesen sollte respektiert werden, man könne nicht zulassen, es niederzureißen. Demokratische Politiker reagierten größtenteils zurückhaltend und erklärten, dass niemand über dem Gesetz stünde. Die Kongressabgeordnete Maxine Waters postete auf sozialen Medien „Halleluja“ und erklärte, ihr Vertrauen in das Strafprozesswesen sei gestärkt worden. Chuck Schumer, der Führer der demokratischen Mehrheit im Senat, erklärte, dass der Schuldspruch für sich selbst sprechen würde. In der Demokratischen Partei nahm auf allen Ebenen der Druck zu, Trumps Straftaten in das Zentrum des Wahlkampfes zu stellen. Der Kongressabgeordnete und Senatskandidat für Kalifornien Adam Schiff forderte am Sonntag nach der Entscheidung den Präsidenten auf, mit der Verurteilung hinter Trump her zu sein. Es mache Sinn, am Tag des Schuldspruches und unmittelbar danach Vertrauen in die Justiz zu demonstrieren, die Gegenseite würde aber vehement das in den Vordergrund stellen, wenn die Rollen vertauscht wären. Am 3. Juni 2024 erklärte Biden bei einer Wahlspendenveranstaltung, dass sich erstmals in der amerikanischen Geschichte ein verurteilter Verbrecher um das Präsidentenamt bewerbe. Beunruhigender sei aber Trumps unkontrollierter Versuch, das Vertrauen in das Justizsystem zu untergraben.
Der Präsident der Bürgerrechtsorganisation NAACP erklärte, dass es lange klar gewesen sei, dass diese Entscheidung ein großer Schritt für Gerechtigkeit in Amerika sei. Es sei lange klar gewesen, dass jemand, der versucht habe, Stimmen zu stehlen und die Regierung zu stürzen, nicht die amerikanische Demokratie repräsentieren könne. Diese Verurteilung, während viele Afroamerikaner unschuldig für geringere Vergehen hart bestraft würden, zeige, dass er nicht im Arbeitszimmer des Präsidenten sitzen solle. Der Bürgerrechtler Al Sharpton hob Trumps Rolle im Fall der Central Park Five hervor und zitierte Martin Luther King, dass der Bogen der Geschichte weit sei, sich aber in Richtung Gerechtigkeit krümme. Yusef Salaam, einer der Central Park Five, der mittlerweile in den Stadtrat von New York gewählt wurde, merkte an, dass man stolz sein könne, dass das System nun funktioniere, als Amerikaner aber trauern solle, da man einen Ex-Präsidenten habe, der vierunddreißigfach als Straftäter schuldig befunden sei.
Nach Angaben der Wahlkampfkampagne Trumps wurden in den vierundzwanzig Stunden nach dem Schuldspruch fast 53 Millionen US-Dollar an Wahlspenden für Trump gesammelt. Andererseits fielen die Aktienkurse der Trump Media & Technology Group, der Betreibergesellschaft von Truth Social, an der Trump 65 % hielt, um 5,3 Prozent. Trumps Privatvermögen fiel dadurch von auf dem Papier 6 Milliarden Dollar auf 5,6 Milliarden Dollar.
Eine von Reuters/IPSOS unmittelbar nach der Entscheidung der Jury durchgeführte Umfrage ergab, dass 10 % der befragten Republikaner Trump nach dem Schuldspruch weniger unterstützten, während 25 % der Unabhängigen nun Trump weniger unterstützen würden. Nach einer am Freitag nach der Entscheidung von Morning Consult durchgeführten Umfrage stimmten 54 % der registrierten Wähler dem Schuldspruch zu, während 34 % ihn ablehnten. Laut dieser Umfrage meinten 49 % der unabhängigen Wähler und 15 % der republikanischen Wähler, dass Trump nun den Wahlkampf abbrechen sollte.

### Politische Folgen
Es kam neben Stellungnahmen von Politikern auch zu konkreten politischen Schritten in der Folge des Schuldspruches.
Acht republikanische Senatoren, Mike Lee, Marsha Blackburn, Roger Marshall, Marco Rubio, Eric Schmitt, Rick Scott, Tommy Tuberville und J. D. Vance, kündigten in einem gemeinsam unterzeichneten Brief an, aus Protest gegen den Schuldspruch des New Yorker Gerichts gegen alle Haushaltsgesetze, Richternominierungen und Gesetzentwürfe von Demokraten stimmen zu wollen. Dem schlossen sich Ron Johnson, Josh Hawley und schließlich Joni Ernst an.
Der Vorsitzende des Justizausschusses im Repräsentantenhaus Jim Jordan teilte am 31. Mai 2024 mit, dass Distriktstaatsanwalt Alvin Bragg und ein weiterer Staatsanwalt zu einer Anhörung vor dem Unterausschuss über die Instrumentalisierung der Justiz als Waffe am 15. Juni 2024 vorgeladen werden würden. Er solle zu der beispiellosen Politisierung des Strafverfahrens aussagen, so Jordan einen Tag nach dem Schuldspruch. Mit Schreiben vom 7. Juni 2024 erklärte Bragg sich bereit, vor dem Ausschuss auszusagen, aber nicht bevor der Richter zur Höhe der Strafe entschieden habe. Weiterhin fragte die Distriktstaatsanwaltschaft an, was Umfang und Zweck der Anhörung sein sollten.
In einer wöchentlichen Konferenz der republikanischen Abgeordneten am 4. Juni 2024 kündigte der Sprecher des Repräsentantenhauses Mike Johnson aggressive Untersuchungen und Maßnahmen des Repräsentantenhauses gegen das Justizministerium der Vereinigten Staaten, den Staat New York und alle Bundesstaaten an, in denen Trump angeklagt sei. Marjorie Taylor Greene kündigte an, dass sie ein Amtsenthebungsverfahren gegen Biden beantragen werde, falls Johnson das Verfahren nicht einleite. Der Führer der demokratischen Minderheit im Repräsentantenhaus Hakeem Jeffries kritisierte die Ankündigungen und erklärte, das zwölf Geschworene einstimmig zum Schluss gekommen seien, dass Trump in 34 Fällen gegen das Strafrecht eines Bundesstaates verstoßen habe, aber das werde nun als Hinweis auf eine Koordinierung hingestellt. Bei einer am selben Tag stattfindenden Anhörung vor dem Justizausschuss des Repräsentantenhauses wies Justizminister Merrick Garland Behauptungen einer Koordinierung durch die Regierung als Verschwörungstheorien und direkten Angriff auf die Justiz zurück. Avin Bragg leite eine unabhängige Behörde eines Bundesstaates und sei keinen Weisungen unterworfen.
Ein erstmals 2023 vom Abgeordneten Russell Fry eingebrachter Gesetzesentwurf wurde zur Abstimmung angesetzt. Das Gesetz würde es ermöglichen, alle Verfahren gegen amtierende oder ehemalige Präsidenten zu Bundesgerichten zu verlegen. Ein solches Gesetz würde es Trump im Falle der Wahl im November ermöglichen, sich potenziell selbst zu begnadigen, oder Bundesstaatsanwälte in die Lage versetzen die Anklage fallen zu lassen. Sprecher Johnson erklärte, dass er das Gesetz unterstütze, um einer Zweigleisigkeit der Justiz entgegenzuwirken. Wegen der engen Mehrheitsverhältnisse im Repräsentantenhaus während des 118. Kongresses und Skepsis bei einigen moderaten Republikanern und dem sicheren Scheitern im Senat mit seiner demokratischen Mehrheit galt das Gesetz aber als aussichtslos.
Am 21. Juni 2024 brachte der republikanische Kongressabgeordnete William Timmons eine Resolution in das Repräsentantenhaus ein, in der der Supreme Court aufgefordert wurde, unmittelbar in das Verfahren vor den Gerichten New Yorks einzugreifen.
Als Vorsitzender des Unterausschusses des Repräsentantenhauses zur Instrumentalisierung der Bundesregierung (Subcommittee on Weaponization of the Federal Government) sandte Jim Jordan eine Aufforderung an den Arbeitgeber der Tochter von Richter Merchan. Er forderte die Übergabe aller Kommunikation des Unternehmens mit dem Richter bezüglich People of the State of New York v. Donald Trump. Auf die Erwiderung, dass es keine gebe, regierte Jordan am 28. August 2024 mit einer Subpoena, in der eine Aussage des CEO unter Eid verlangt wurde.

### Sonstige Folgen

#### Folgen für Zeugen
Am Montag nach dem Urteilsspruch wurde ein Fall von Doxing bekannt. Anschriften und Telefonnummern von Michael Cohen, seiner Ehefrau und seiner Kinder waren auf einer Internetseite am Morgen des 2. Juni 2024 veröffentlicht worden. Die doxende Person nannte Cohen einen „lügenden Bastard“ und „Trump-Verräter“.
Stormy Daniels sammelte über GoFundMe bis zum 6. Juli 2024 mehr als 900.000 Dollar, um ihr und ihrer Familie einen Umzug zu ermöglichen. Sie habe, so Daniels, Todesdrohungen und zahlreiche Drohungen erhalten, Familienmitglieder, einschließlich ihrer Tochter, zu vergewaltigen.

#### Folgen für den Angeklagten
Donald Trump wurde nicht durch die Verurteilung gehindert, in der Präsidentschaftswahl 2024 anzutreten und gewählt zu werden. Der Schuldspruch hatte aber andere Folgen für Trump. So verbieten 37 Staaten die Einreise von verurteilten Verbrechern. Das aktive Wahlrecht wurde aber ebenfalls nicht beeinträchtigt, Floridas Gouverneur Ron DeSantis hatte angekündigt, notfalls eine Ausnahme für Trump zuzulassen.
Das New York Police Department (NYPD) überprüfte nach der Verurteilung durch die Jury, ob Trumps Berechtigung, eine Schusswaffe zu besitzen, widerrufen werden muss. Nachdem die Anklage erhoben worden war, war die Berechtigung am 1. April 2024 ausgesetzt worden; Trump hatte zwei der drei auf ihn registrierten Faustfeuerwaffen an das NYPD übergeben. Die dritte Waffe war zuvor legal nach Florida transportiert worden. Der Besitz von Schusswaffen durch verurteilte Verbrecher ist nach Bundesrecht strafbar.
Die für Alkoholausschank zuständige Stelle in der Behörde des Attorney General von New Jersey überprüfte die Ausschankgenehmigung für alkoholische Getränke für drei Golfplätze Trumps in dem Bundesstaat. Die Vergabe solcher Genehmigungen an verurteilte Personen, wenn die Verurteilung moralische Verdorbenheit zeigt, ist in New Jersey illegal.